# Blanchard (Oklahoma)
Blanchard város az USA Oklahoma államában, Grady és McClain megyében. Lakosainak száma 8879 fő (2020. április 1.).

## Népesség
A település népességének változása:

| 2010 | 7 670 |
| 2020 | 8 879 |